# Rui Machida
Rui Machida (Asahikawa; 8 de marzo de 1993) es una jugadora de baloncesto japonesa. Representó a Japón en el torneo femenino en los Juegos Olímpicos de Río de Janeiro 2016. En Tokio 2020 fue medalla de plata.